# Roeselia mediozona
Roeselia mediozona är en fjärilsart som beskrevs av Paul Dognin 1899. Roeselia mediozona ingår i släktet Roeselia och familjen trågspinnare. Inga underarter finns listade.